# Suplement vitamínic
Un suplement vitamínic és un preparat que conté vitamines. Se sol utilitzar quan es preveu una manca de vitamines bé perquè es tinga una alimentació inadequada o per qualsevol motiu (estrès, fer esport) les necessitats del cos augmenten.

## Tipus

### Multivitamínics o polivitamínics
Contenen moltes vitamines diferents i de vegades també minerals. Són els més coneguts, sobretot per la publicitat que emeten a través de molts mitjans d'informació.
El fet que tinguen més varietat de vitamines no els fa millors, algunes de les vitamines que conté no són vitamines de les quals es tinguen manques habituals o tenen un potencial tòxic alt.
Un exemple seria la vitamina A, les reserves de la qual en l'organisme són d'1 o 2 anys, i és de les vitamines més tòxiques.

### Grup B
Contenen vitamines del grup B, i de vegades alguna altra, com la C. Les vitamines del Grup B són bastant innòcues. Si es produeix una intoxicació la primera causant sol ser la B3, després, en dosi bastant altes, la B6.
Un exemple de suplement d'aquest tipus és Becozyme, que conté tot el grup B, menys l'Àcid fòlic i té a més vitamina C.
- Una variant d'aquest tipus de suplements és el complex B1-B6-B12. Se sol recomanar per a intoxicacions alcohòliques lleus. Realment és l'única cosa que ha demostrat alguna efectivitat contra la ressaca, ja que ajuda a metabolitzar l'alcohol.

- Suplements d'una sola vitamina: Com el seu nom indica contenen una vitamina concreta. No són aconsellables, llevat que se sàpia que es té una avitaminosi d'eixa vitamina.

Si es va a fer un consum perllongat, diversos mesos, és més recomanable prendre un suplement que només continga vitamines hidrosolubles (grup B i C).
Es recomana consumir-les amb menjar o algun suc. El menjar pot contenir substàncies que contribuïsquen a la seua absorció.
Aquest efecte és molt notable en les vitamines liposolubles, que s'absorbeixen molt mal si no hi ha gens de greix en l'estómac. Per exemple, quan es prenen en dejunes o només amb un suc.
Per a evitar-lo, hi ha presentacions de vitamines liposolubles que són una gota d'oli recoberta d'una borsa de gelatina de tacte sec, on estan les vitamines, que és suficient perquè s'absorbisquen correctament.
Algunes presentacions té algun estimulant, molt habitualment ginseng.
El ginseng, o qualsevol altre estimulant, tindrà un efecte que podria produir-se de forma molt més barata amb un simple cafè. A més pot emmascarar l'efecte de les vitamines. Pot produir un benestar que no estiga relacionat amb les vitamines, o per contra, que l'efecte d'una vitamina siga associat a l'estimulant i no es descobrisca una deficiència real.
Algunes vitamines pot fer efecte en pocs dies o fins i tot hores.

## Perills
Un abús d'aquests preparats pot causar una intoxicació. Les vitamines que tenen potencial tòxic, són: La D, A i com s'ha dit abans les vitamines del grup B, B3 i B6.
A més el consum durant molt temps pot tenir efectes nocius, i fins i tot encara desconeguts.
Alguns efectes coneguts són: l'augment de la probabilitat de patir osteoporosis amb el consum de vitamina A, o a tenir manques de vitamina C més fàcilment, una vegada s'ha deixat de prendre el suplement, que si no s'haguera consumit en dosis altes.
En alguns casos el consum de dosis altes pot provocar després de deixar de consumir-les un efecte rebot, i produir una manca amb les dosis normals d'alimentació diària. Encara que en principi siguen suficients. Aquest el cas de la vitamina C.
També pot donar-se el cas que un suplement vitamínic normal no siga suficient, per a guarir una deficiència. Aquest seria el cas del Beri-Beri dels alcohòlics, que alguns estats aguts, necessiten que se'ls administre vitamina B1, per via intramuscular o intravenosa, de vegades amb dosi 200 vegades majors a la Dosi Diària Recomanada.